# ابن أبي (فلم 2010)
ابن أبي (بالإنجليزية: My Father's Son) هو فيلم كوميدي ناميبي من إنتاج عام 2010، من إخراج جويل هايكالي. يقوم ببطولته باندوليني هايلوندو، وباتريك هاينغهونو، وسينغا بروكرهوف. يستكشف الفيلم التصادم الثقافي بين أساليب الحياة الحضرية والريفية في ناميبيا، وكذلك العلاقة بين القيم الحديثة والتقليدية.

## قصة
نجيليفا، رجل أعمال ناجح من العاصمة ويندهوك، يعود إلى قريته الأصلية في أوفامبولاند، شمال ناميبيا، بعد غياب دام 21 عامًا. يصطحب معه زوجته الحضرية المتطورة، التي تنتمي إلى خلفية عرقية مختلفة. يبحثان عن شقيقه الأصغر، الذي لا يزال يعيش في القرية كراعي ماشية، لـ "تحرير"ه من الحياة التقليدية "المتخلفة". ومع ذلك، تواجه محاولتهم لإقناعه بالانضمام إليهم في المدينة مقاومة وسخرية من القرويين، الذين يفتخرون بعاداتهم وتراثهم. ينجم عن ذلك كوميديا لتصادم الثقافات، حيث يتفاوض الفيلم على العلاقة بين العوالم الحضرية في إفريقيا الحديثة وجذورها التقليدية.

## الممثلون
- باندوليني هايلوندو بدور نجيليفا
- باتريك هاينغونو بدور شقيق نجيليفا الأصغر
- سينجا بروكرهوف بدور زوجة نجيليفا
- ممثلون آخرون بدور سكان القرية

## الإنتاج
الفيلم تم إنتاجه بواسطة شركة إنتاج جو فيجن، التي أسسها جويل هايكالي، الذي كتب وأخرج الفيلم أيضًا. يتضمن الفيلم حوارات بالأوشيوامبو والأفريقانية والإنجليزية. تم تصويره في ويندهوك وقرية ريفية في أوفامبولاند. تم إصدار الفيلم في أكتوبر 2010 في ناميبيا.

## استقبال
تلقى الفيلم استقبالًا إيجابيًا من النقاد والجماهير، الذين أشادوا بفكرة الفيلم، والتعليق الاجتماعي، والتمثيل الثقافي. كما تم ترشيح الفيلم لجائزة أفضل فيلم طويل في جوائز السينما الناميبية لعام 2011. وقد تم عرض الفيلم في العديد من المهرجانات السينمائية الدولية، مثل مهرجان السينما الإفريقية، ومهرجان ديربان الدولي للأفلام، ومهرجان أفريكا إن موشن.